# Glabroculus elvira
Glabroculus elvira is een vlinder uit de familie van de Lycaenidae. De wetenschappelijke naam van de soort is voor het eerst gepubliceerd in 1854 door Eduard Friedrich Eversmann. 

## Ondersoorten
- Glabroculus elvira elvira Eversmann, 1854
- Glabroculus elvira hanusi (Churkin & Zhdanko, 2008) (Kirgizië)
- Glabroculus elvira suadela Churkin & Kolesnichenko, 2919 (Gobiwoestijn in Mongolië)

## Verspreiding
De soort komt voor in Kazachstan, Kirgizië en Mongolië.

## Waardplanten
De rups leeft op Limonium gmelinii (Plumbaginaceae).